# Paràboles de Jesús

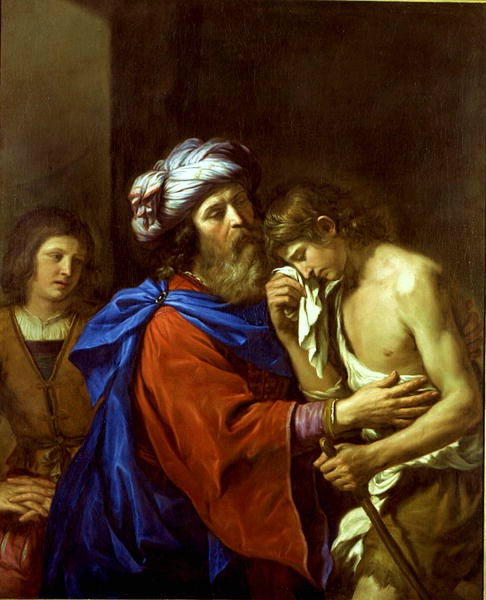
Paràbola del fill pròdig per Guercino

Les paràboles de Jesús es poden trobar als evangelis canònics, i en alguns dels evangelis no canònics, però principalment es troben als tres evangelis sinòptics. Representen una part clau del Ministeri de Jesús, formant aproximadament una tercera part dels seus ensenyaments. Els cristians enfatitzen aquestes paràboles com a paraules de Jesús, que creuen que són els ensenyaments de Déu, segons Joan 8:28 i Joan 14:10.
Les paràboles de Jesús són històries aparentment senzilles i memorables, sovint amb imatges, i que transmeten missatges. Els estudiosos consideren que tot i la simplicitat aparent d'aquestes paràboles, transmeten missatges profunds i són centrals per a conèixer els ensenyaments de Jesús de Natzaret. Els autors cristians no ho veuen com a meres històries per il·lustrar ensenyaments, sinó com analogies internes amb la natura es converteix en un testimoni del món espiritual.
Moltes de les paràboles de Jesús es refereixen a coses simples i quotidianes, com una dona que fa pa (Paràbola del llevat), un home que truca la porta del seu veí a la nit (Paràbola de l'amic inoportú), o l'atracament d'un home a la carretera (Paràbola del bon samarità); i no obstant això s'aborden els principals temes religiosos, com ara el creixement del Regne de Déu, la importància de l'oració i el significat de l'amor.
A la civilització occidental, aquestes paràboles formen el prototip del terme paràbola i a l'edat moderna, fins i tot entre aquells que saben poca cosa de la Bíblia, les paràboles de Jesús romanen com algunes de les històries més conegudes del món.

## Etimologia i fonts

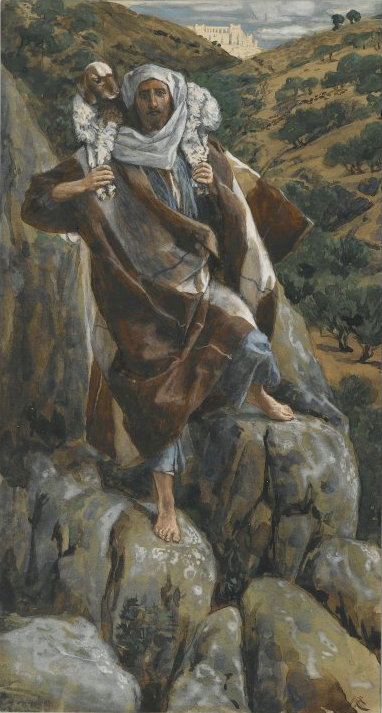
L'ovella perduda, de James Tissot

La paraula paràbola prové d'una traducció de la paraula מָשָׁל (mashal) que també es pot referir a un enigma. Per als jueus sempre han estat familiar els ensenyaments a través de paràboles, i per això n'hi ha diverses a l'Antic Testament. L'ús de les paraules de Jesús va ser, per tant, un mètode d'ensenyament natural que encaixa en la tradició del seu temps. Les paràboles de Jesús han estat citades, ensenyades i discutides des dels orígens del Cristianisme.

### Evangelis canònics
Els tres evangelis sinòptics contenen les paràboles de Jesús. L'Evangeli segons Joan només conté històries sobre el vi i el Bon Pastor, que alguns consideren que són paràboles. Inclou al·legories però no paràboles. Diversos authors com Barbara Reid, Arland Hultgren o Donald Griggs comenten que "les paràboles ssón una absència notable als evangelis de Joan".
L'Enciclopèdia Catòlica afirma que "No hi ha paràboles a l'Evangeli segons Joan. Als sinòptics... n'hi ha un total de 33, però alguns han elevat el nombre als seixanta, incorporant-hi expressions proverbials" L'Evangeli segons Lluc és el que conté més paràboles, amb un total de 24 paràboles en total, i 18 de singulars; l'Evangeli segons Mateu conté 23 paràboles de les quals n'hi ha 11 d'úniques, i l'Evangeli segons Marc en conté 8, de les quals 2 són úniques.
Cox i Easley justifiquen l'anomenada harmonia dels Evangelis a través de les paràboles seguint els següents recomptes: 11 només en Mateu, 2 només en Lluc, 18 només en Mateu, 4 a Mateu i Lluc, 4 a Mateu, i 6 a Mateu, Marc i Lluc. No inclou cap paràbola per a l'Evangeli segons Joan.

### Altres documents
Les paràboles atribuïdes a Jesús també es troben en altres documents a part de la Bíblia. Alguns coïncideixen amb els evangelis canònics i alguns no formen part de la Bíblia. L'Evangeli de Tomàs, que és no canònic, conté 15 paràboles, 11 de les quals tenen paral·lelismes en els quatre evangelis canònics. L'autor desconegut de l'Evangeli de Tomàs en cap moment utilitza la paraula paràbola, el que fa difícil de saber què considerava que era una paràbola per ell. Les úniques paràboles de Tomàs són la "Paràbola de l'assassí" i la "Paràbola del flascó buit".
L'Apòcrif de Jaume també conté tres paràboles úniques atribuïdes a Jesús. Se'ls coneix com a "Paràbola de l'espiga", "Paràbola del gra de blat" i "Paràbola de la data".
La hipotètica font Q és vista com la font d'algunes paràboles de Mateu, Lluc i Tomàs.

## Finalitat
A l'Evangeli segons Mateu (13:10–17) Jesús respon una pregunta sobre l'ús de les paràboles:

Els deixebles s'acostaren i li van preguntar: Per què els parles en paràboles? Ell els respongué: A vosaltres, Déu us dona a conèixer els designis secrets del Regne del cel, però no a ells. Perquè al qui té, li donaran encara més, i en tindrà a vessar, mentre que al qui no té, li prendran fins allò que li queda. Per això els parlo en paràboles, perquè miren però no hi veuen, escolten però no hi senten ni comprenen.

Mentre Marc 4:33-34 i Mateu 13:34-35 poden suggerir que Jesús només volia parlar a la multitud en paràboles, mentre que en privat ho explicava tot als deixebles, els investigadors moderns sostenen que Jesús feia servir les paràboles com a mètode d'ensenyament, tant en privat com en públic. Dwight Pentecost suggereix que, atès que moltes vegades Jesús va predicar a una audiència mixta de creients i no creients, feia servir les paràboles per revelar la veritat a alguns, però ocultar-la als altres.
Al segle xix, Lisco i Patrick Fairbairn van afirmar que a les paràboles de Jesús "la imatge presa del món visible s'acompanya d'una veritat del món invisible (espiritual)", i que les paràboles de Jesús no són "meres similituds que serveixen per il·lustrar alguna cosa, sinó analogies internes on la natura es converteix en un testimoni del món espiritual". De la mateixa manera, al segle xx, definint una paràbola com "una història terrenal amb un significat celestial", William Barclay afirmà que les paràboles de Jesús fan servir exemples familiars per dirigir les ments dels homes cap a conceptes del Cel cristià. Suggereix que Jesús no va fer paràboles només com analogies, sinó que es basava en una "afinitat cap a dintre entre l'ordre moral i espiritual"."

## Temàtiques
Es poden agrupar les paràboles en temes per la similitud dels temes tractats. La paràbola del llevat és correlativa a la paràbola del gra de mostassa en Mateu i Lluc, i comparteix el tema del Regne del Cel que creix a partir d'un origen petit. La paràbola del tresor amagat i la paràbola de la perla també es poden interpretar conjuntament com una manera de mostrar el valor del Regne de Déu i la necessitat d'adoptar mesures per arribar-hi. La paràbola de l'ovella perduda, la paràbola de la dracma perduda i la paràbola del fill pròdig es poden interpretar conjuntament per a explicar la redempció.
La paràbola del servent fidel i la paràbola de les deu verges, anunciades en Mateu, parlen de l'espera d'un nuvi, i tenen un tema escatològic: estar preparats pel dia de la veritat. La paràbola del blat i el jull la paràbola de l'home ric, la paràbola de la figuera, i la paràbola de la figuera estèril també tenen una temàtica escatològica.
Hi ha altres paràboles individuals singulars, com la paràbola del servent despietat, que tracta del perdó, la paràbola del bon samarità, que tracta de l'amor; i la paràbola de l'amic inoportú, sobre la persistència en l'oració.

## Relació de paràboles
El quadre que hi ha sota aquestes línies permet comprovar l'anomenada harmonia de l'Evangeli, que es refereix a les referències creuades de les paràboles en diversos textos. Pel que fa a l'Evangeli segons Joan, en realitat no hi apareixen paràboles, sinó només al·legories, però al quadre s'han incorporat dues referències que es poden interpretar relacionades amb les paràboles, tot i que alguns autors les considerarien "forçades".
Algunes paràboles tenen referències paral·leles en evangelis que no són considerats canònics, la Didakhé i cartes dels pares apostòlics. S'inclouen en una columna del mateix quadre, tot i que no tenen res a veure amb l'anomenada harmonia de l'Evangeli.
| Número | Nom                                       | Mateu          | Marc          | Lluc          | Joan          | Altres                              |
| ------ | ----------------------------------------- | -------------- | ------------- | ------------- | ------------- | ----------------------------------- |
| 1      | Paràbola de la llavor que creix tota sola |                | Marc 4:26-29  |               |               | Tomàs 21                            |
| 2      | Paràbola dels dos deutors                 |                |               | Lluc:7-41     |               |                                     |
| 3      | Paràbola de la llàntia sota el gerro      | Mateu 5:14-15  | Marc 4:21-25  | Lluc 8:16-18  |               |                                     |
| 4      | Paràbola del bon samarità                 |                |               | Lluc 10:25-37 |               |                                     |
| 5      | Paràbola de l'amic inoportú               |                |               | Lluc 11:5-8   |               |                                     |
| 6      | Paràbola de l'home ric                    |                |               | Lluc 12:16-21 |               | Tomàs 63                            |
| 7      | Paràbola de les dues cases                | Mateu 7:24-27  |               | Lluc 6:46-49  |               |                                     |
| 8      | Paràbola dels ordres vells                | Mateu 9:17     | Marc 2:21-22  | Lluc 5:37-39  |               |                                     |
| 9      | Paràbola de l'home fort                   | Mateu 12:29    | Marc 3:27     | Lluc 11:21-22 |               | Tomàs 35                            |
| 10     | Paràbola del sembrador                    | Mateu 13:3-9   | Marc 4:3-9    | Lluc 8:5-8    |               | Tomàs 9 Climent I 24:5              |
| 11     | Paràbola del blat i el jull               | Mateu 13:24-30 |               |               |               | Tomàs 57                            |
| 12     | Paràbola de la figuera estèril            |                |               | Lluc 13:6-9   |               |                                     |
| 13     | Paràbola del gra de mostassa              | Mateu 13:31-32 | Marc 4:30-32  | Lluc 13:18-19 |               | Tomàs 20                            |
| 14     | Paràbola del llevat                       | Mateu 13:33–33 |               | Lluc 13:20–21 |               | Tomàs 96                            |
| 15     | Paràbola de la perla                      | Mateu 13:45–46 |               |               |               | Tomàs 76                            |
| 16     | Paràbola de la xarxa de pescar            | Mateu 13:47-50 |               |               |               | Tomàs 8                             |
| 17     | Paràbola del tresor amagat                | Mateu 13:44    |               |               |               | Tomàs 109                           |
| 18     | Paràbola del comptador del cost           |                |               | Lluc 14:28-33 |               |                                     |
| 19     | Paràbola de l'ovella perduda o Bon Pastor | Mateu 18:10-14 |               | Lluc 15:4-6   | Joan 10:11-18 | Tomàs 107 Evangeli de Valentí 31–32 |
| 20     | Paràbola del servent despietat            | Mateu 18:23-35 |               |               |               |                                     |
| 21     | Paràbola de la dracma perduda             |                |               | Lluc 15:8-9   |               |                                     |
| 22     | Paràbola del fill pròdig                  |                |               | Lluc 15:11-32 |               |                                     |
| 23     | Paràbola de l'administrador astut         |                |               | Lluc 16:1-13  |               |                                     |
| 24     | Llàtzer el leprós                         |                |               | Lluc 16:19-31 |               |                                     |
| 25     | Paràbola del mestre i el servent          |                |               | Lluc 17:7-10  |               |                                     |
| 26     | Paràbola del jutge injust                 |                |               | Lluc 18:1-9   |               |                                     |
| 27     | Paràbola del fariseu i el publicà         |                |               | Lluc 18:10-14 |               |                                     |
| 28     | Paràbola dels treballadors de la vinya    | Mateu 20:1-16  |               |               | Joan 15:1-5   |                                     |
| 29     | Paràbola dels dos fills                   | Mateu 21:28-32 |               |               |               |                                     |
| 30     | Paràbola dels vinyaters homicides         | Mateu 21:33-41 | Marc 12:1-9   | Lluc 20:9-16  |               | Tomàs 65                            |
| 31     | Paràbola dels convidats al banquet        | Mateu 22:1-14  |               | Lluc 14:15-24 |               | Tomàs 64                            |
| 32     | Paràbola de la figuera                    | Mateu 24:32-35 | Marc 13:28-31 | Lluc 21:29-33 |               |                                     |
| 33     | Paràbola del servent fidel                | Mateu 24:42-51 | Marc 13:34-37 | Lluc 12:35–48 |               | Tomàs 103 la Didakhé 16:1a          |
| 34     | Paràbola de les deu verges                | Mateu 25:1-13  |               |               |               |                                     |
| 35     | Paràbola dels talents                     | Mateu 25:14-30 |               | Lluc 19:12-27 |               | Natzarens 18                        |
| 36     | Paràbola de les ovelles i les cabres      | Mateu 25:31-46 |               |               |               |                                     |
| 37     | Paràbola del banquet de noces             |                |               | Lluc 14:7-14  |               |                                     |